# Waldemar Klingelhöfer
Waldemar Klingelhöfer (Mosca, 4 aprile 1900 – Villingen-Schwenningen, 18 gennaio 1977) è stato un agente segreto tedesco, SS-Sturmbannführer condannato per crimini di guerra.

## Biografia

### Primi anni di vita
Klingelhöfer nacque a Mosca, figlio di un impresario di pompe funebri di origine tedesca. Frequentò la scuola a Kassel, prestò servizio nell'esercito tedesco da giugno a dicembre 1918 e dopo la guerra studiò musica e canto. Tenne concerti in tutta la Germania e in seguito conseguì un certificato statale come insegnante di canto. Nel 1935 divenne cantante d'opera.

### Carriera
Negli anni '20, Klingelhöfer si unì al Freikorps Roßbach, un Freikorps organizzato da Gerhard Roßbach. Nel 1937 rilevò il Dipartimento della Cultura, un ramo del Sicherheitsdienst, ufficio SD III-C a Kassel. Nel 1941 fu assegnato all'Einsatzgruppe B come interprete russo. Questo Einsatzgruppe, secondo il proprio Rapporto di Stato n. 133 del novembre 1941, uccise 45467 persone.
Entro il 26 ottobre, Vorkommando Mosca, una parte dell'Einsatzgruppe B, e il personale del gruppo giustiziarono 2457 persone, di cui 572 uccise tra il 28 settembre e il 26 ottobre 1941, mentre Klingelhöfer fu al comando. Fu presente alle esecuzioni e ne eseguì altre: ad esempio, sparò a 30 ebrei che lasciarono il ghetto senza permesso. Klingelhöfer in seguito affermò di averlo fatto su ordine di Arthur Nebe per rendere quelle vittime un esempio, ma si contraddisse dichiarando che tre donne contattarono alcuni partigiani, e tornate in città ne parlarono con gli ebrei. Questo fatto, secondo Klingelhöfer, rese gli ebrei dei partigiani e quindi soggetti ad essere fucilati. Anche le tre donne furono uccise da Klingelhöfer, ma a differenza degli ebrei, le bendò e le seppellì in una tomba separata.

## Processo per crimini di guerra
Al processo, Klingelhöfer affermò che il suo unico ruolo nell'Einsatzgruppe era quello di interprete. Questa affermazione fu respinta dal tribunale, sulla base del fatto che, anche se fosse vera, come interprete i suoi compiti includevano l'individuazione, la valutazione e l'inoltro alle liste di comando dell'Einsatzgruppe dei funzionari del partito comunista: e quindi, secondo la sua stessa testimonianza, fu al corrente che le persone sarebbero state giustiziate una volta trovate, di conseguenza lo rese un complice del crimine.
Oltre a ciò, il tribunale ritenne che Klingelhöfer non fosse solo un interprete, ma un leader e comandante attivo, che sapeva cosa stesse facendo le unità Einsatz nei confronti degli ebrei. Secondo la dichiarazione giurata di Klingelhöfer, fu nominato da Arthur Nebe a guidare il Vorkommando Mosca:
L'Einsatzgruppen operò partendo dal presupposto che esistesse un Führerbefehl, un ordine del Führer, che prevedeva e richiedeva l'omicidio di massa di ebrei, zingari e altri individui che i nazisti non consideravano razzialmente degni. Sebbene Klingelhöfer avesse affermato più volte durante la sua testimonianza di essere moralmente contrario all'ordine, la corte ritenne che lo eseguisse abbastanza volentieri. Klingelhöfer fu impenitente sulla necessità della guerra:

### Condanna a morte e rinvio
Il 10 aprile 1948 Klingelhöfer fu condannato a morte nel processo agli Einsatzgruppen. Nel 1951, sotto un'intensa pressione politica, l'Alto Commissario degli Stati Uniti John J. McCloy commutò la condanna di Klingelhöfer e quella di altri tre imputati in ergastolo. Il 12 dicembre 1956, Klingelhöfer fu scarcerato dalla prigione di Landsberg. Nel 1960 ha vissuto a Villingen e ha lavorato come impiegato d'ufficio.

### Approfondimenti
- Hilary Earl, The Nuremberg SS-Einsatzgruppen Trial, 1945–1958: Atrocity, Law, and History, Ontario, Nipissing University, ISBN 978-0-521-45608-1.
- Ronald Headland, Messages of Murder: A Study of the Reports of the Einsatzgruppen of the Security Police and the Security Service, 1941-1943, Rutherford, 1992, ISBN 0-8386-3418-4.